# Bassena

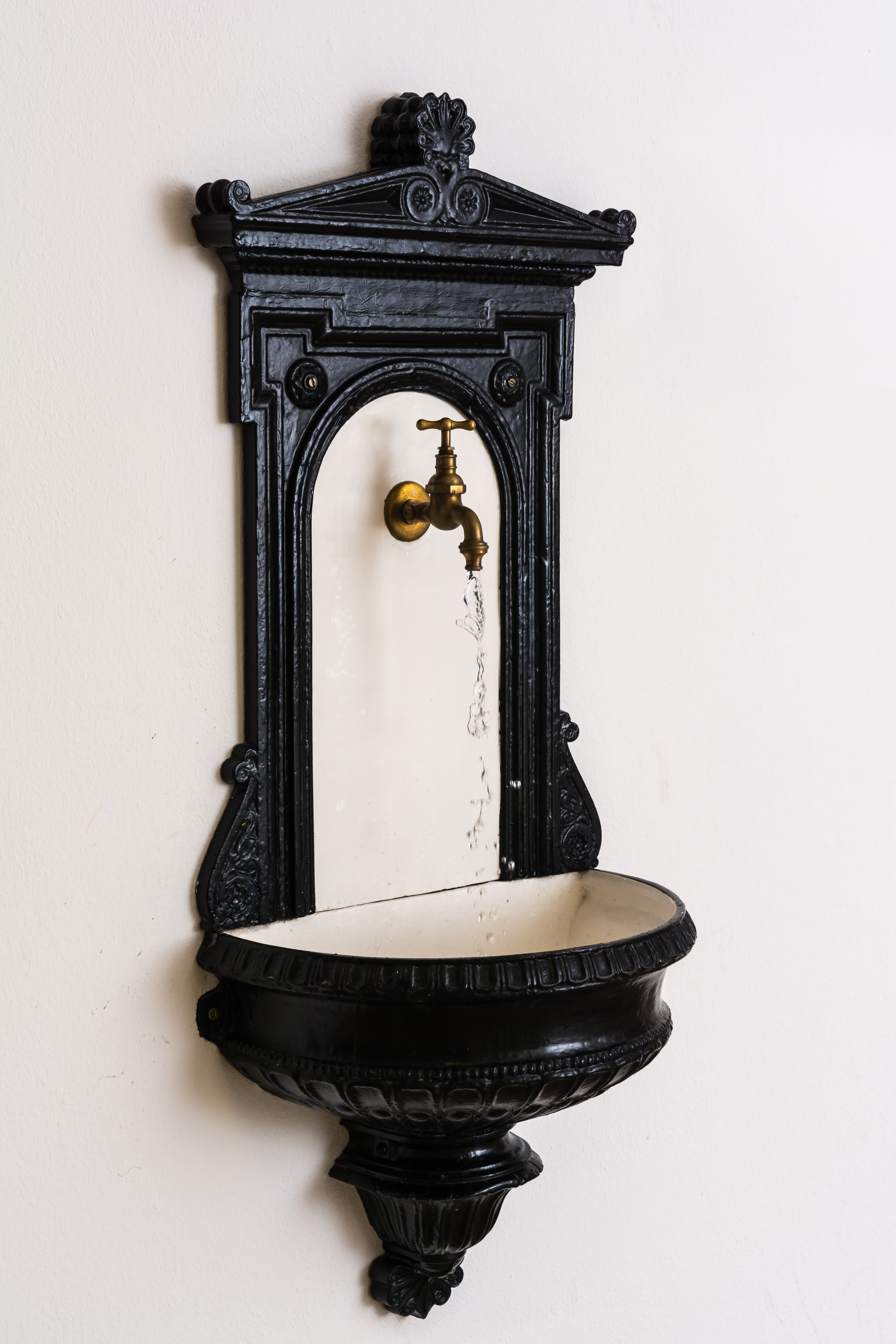
Bassena im Stiftsgymnasium Melk, Niederösterreich

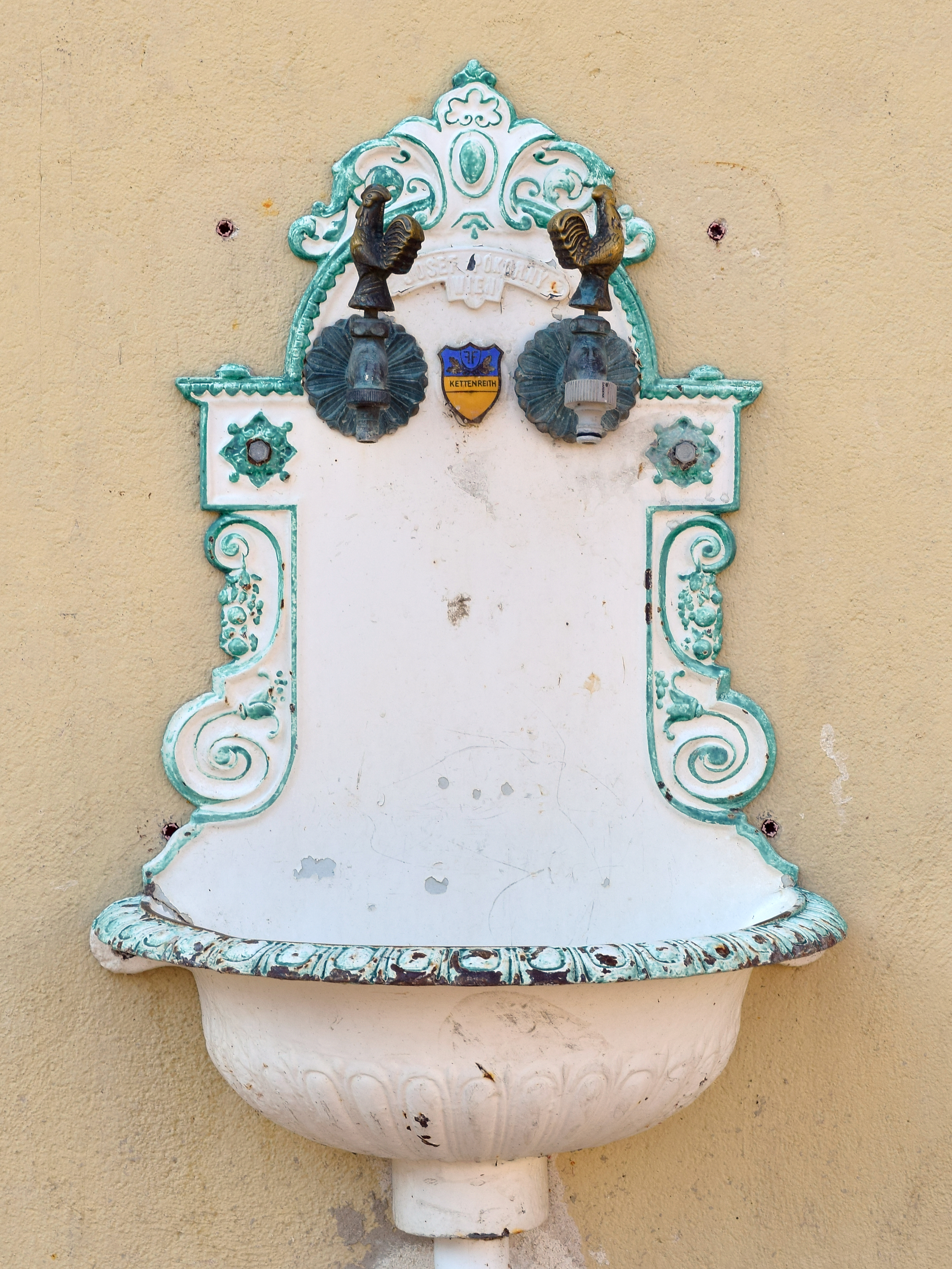
Typische Bassena, wie sie in alten Mietshäusern zu finden war

Bassena ist  in Wien, aber auch sonst in Österreich, ein üblicher Ausdruck für eine allgemein zugängliche Wasserstelle am Gang eines alten Mietshauses. Der Begriff Bassena ist eine Kreuzung des französischen Wortes bassin für Wasserbecken und des bedeutungsgleichen italienischen Wortes bacino. Üblicherweise gab es in jedem Stockwerk im Stiegenhaus eine Bassena, an der die umliegenden Parteien das Kaltwasser holten. Die Vorrichtung, bestehend aus einem Becken mit zugehöriger Rückwand, aus der der Wasserhahn herausragte, wurde meist aus Gusseisen gefertigt und war typischerweise emailliert oder lackiert. Die vorherrschende Farbe war mattweiß, die Umrandung war häufig schwarz oder dunkelgrau abgesetzt. Neuere Modelle weisen auch grüne oder blaue Umrandungen auf. Im Prinzip handelt es sich dabei um Ausgussbecken, an denen die Hausbewohner auch gebrauchtes Wasser ausschütten konnten.
Die Bassena war nicht nur die Wasserstelle des Hauses, sondern auch allgemeiner  Treffpunkt, da die Hausbewohner oder deren Dienstboten sie häufig aufsuchen mussten. An der Bassena gedieh vor allem der Tratsch, Bassenatratsch genannt. Der Tratsch konnte leicht zu Streit und Klagen wegen Ehrenbeleidigung führen. Die so genannten Bassena-Prozesse waren bei den Besuchern der Wiener Gerichte überaus beliebt.
Gespräche an Wasserstellen sind sowohl in der christlichen als auch in der altrömischen Überlieferung prominent tradiert und werden sowohl christlich als auch zivilgesellschaftlich als Bezeichnung für Gesprächsformate verwendet.
Heute wird das Wort auch als Bezeichnung für einen Ort verwendet, an dem viel getratscht wird, oft mit einem negativen Beigeschmack. Aber auch im positiven Sinn wird es mitunter für Kommunikationszentren in größeren Wohnhausanlagen wie beispielsweise Am Schöpfwerk verwendet. Auch ähnliche Einrichtungen wie die „Bassena Stuwerviertel“ führen den Ausdruck Bassena im Namen.
Das Becken selbst wird heute oft als Ziergegenstand verwendet und wird auch nach alten Zeichnungen nachgegossen, während man originale Becken auch auf Flohmärkten oder in Antiquitätenläden kaufen kann.